# Колкач (Череповецкий район)
Колкач — деревня в Череповецком районе Вологодской области.
Входит в состав Яргомжского сельского поселения, с точки зрения административно-территориального деления — в Яргомжский сельсовет.

## География
Расстояние по автодороге до районного центра Череповца — 26 км, до центра муниципального образования Ботово — 12 км. Ближайшие населённые пункты — Мархинино, Гаврино, Останино.

## Население
По переписи 2002 года население — 11 человек.

### Известные люди
В деревне родился Веселов, Николай Григорьевич (1924—1982) — советский учёный-экономист.